# Vojmån
Der Vojmån ist ein linker Nebenfluss des Ångermanälven in der schwedischen Provinz Västerbottens län.
Der Vojmån hat seinen Ursprung an der norwegischen Grenze. Von dort fließt er in östlicher Richtung zum Vojmsjön, den er an dessen östlichem Ende wieder verlässt. Er wendet sich anschließend nach Süden und mündet schließlich bei Vilhelmina in den vom Ångermanälven durchflossenen Volgsjön. Der Vojmån hat eine Länge einschließlich Quellflüssen von 225 km. Das Einzugsgebiet umfasst 3543 km². Oberhalb des Vojmsjön ist das Flusssystem noch weitgehend ursprünglich. Der Abfluss des Vojmsjön und damit die Wassermenge des Unterlaufs des Vojmån wird reguliert.